# Хойер Фернандеш, Даниэл
Даниэ́л Хо́йер Ферна́ндеш (порт. Daniel Heuer Fernandes; род. 13 ноября 1992, Бохум, Северный Рейн-Вестфалия) — немецкий и португальский футболист, вратарь немецкого клуба «Гамбург».

## Биография

### Клубная карьера
Даниэл родился и вырос в немецком городе Бохум. В 2010 году на один сезон перешёл в молодёжную команду дортмундской «Боруссии», но позже вернулся в «Бохум». В 2011—2013 годах выступал за фарм-клуб «Бохума» в немецкой регионаллиге, а также несколько раз включался в заявку основной команды, но на поле не выходил. В 2013 подписал контракт с клубом «Оснабрюк», в составе которого провёл 2 сезона и отыграл 60 матчей в третьей Бундеслиге. Сезон 2015/16 провёл в клубе второй Бундеслиги «Падерборн 07». В 2016 году стал игроком «Дармштадта», в составе которого сыграл свой первый матч в Бундеслиге. 1 октября 2016 года, в домашней игре против «Вердера», игрок вышел на замену на 55-й минуте вместо получившего травму Михаэля Эссера.

### Карьера в сборной
В 2015 году попал в заявку молодёжной сборной Португалии на Чемпионат Европы. На самом турнире не сыграл ни одного матча, но вместе со сборной стал серебряным призёром турнира.

## Семья
У Даниэла есть старший брат Патрик Хойер Фернандеш, выступающий за любительские клубы Германии.

## Достижения
Португалия (до 20)
- Молодёжный чемпионат Европы — 2015